# حیمر لابده
حیمر لابده (به عربی: حیمر لابدة) یک روستا در سوریه است که در ناحیه ابوقلقل واقع شده‌است. حیمر لابده ۳٬۶۸۱ نفر جمعیت دارد.